# ディークマン縮合

ディークマン縮合

ディークマン縮合（ディークマンしゅくごう、英: Dieckmann condensation）は、ジエステルと塩基から環化して5員環または6員環のβ-ケトエステルを与える分子内化学反応である。ドイツ人化学者のヴァルター・ディークマン (1869–1925) によって命名された。クライゼン縮合が同分子内で起こった化学反応である。ディークマン反応（Dieckmann reaction）、ディークマン環化とも呼ばれる。

## 反応機構
2つのカルボニル基の間の酸性プロトンが4段階に脱プロトン化し、ブレンステッド酸（例：H3O+）によるプロトン化によってβ-ケトエステルが再形成する。脱プロトンはこの反応の推進力である。